# Epipsychidion whitteni
Epipsychidion whitteni är en insektsart som beskrevs av Evans 1969. Epipsychidion whitteni ingår i släktet Epipsychidion och familjen dvärgstritar. Inga underarter finns listade i Catalogue of Life.